# Achillea tomentosa
L'Achillea tomentosa és una espècie de planta amb flors de la família de les asteràcies. Pot rebre el nom comú de camamilla i en alguns llocs la forma camamirla.

## Descripció

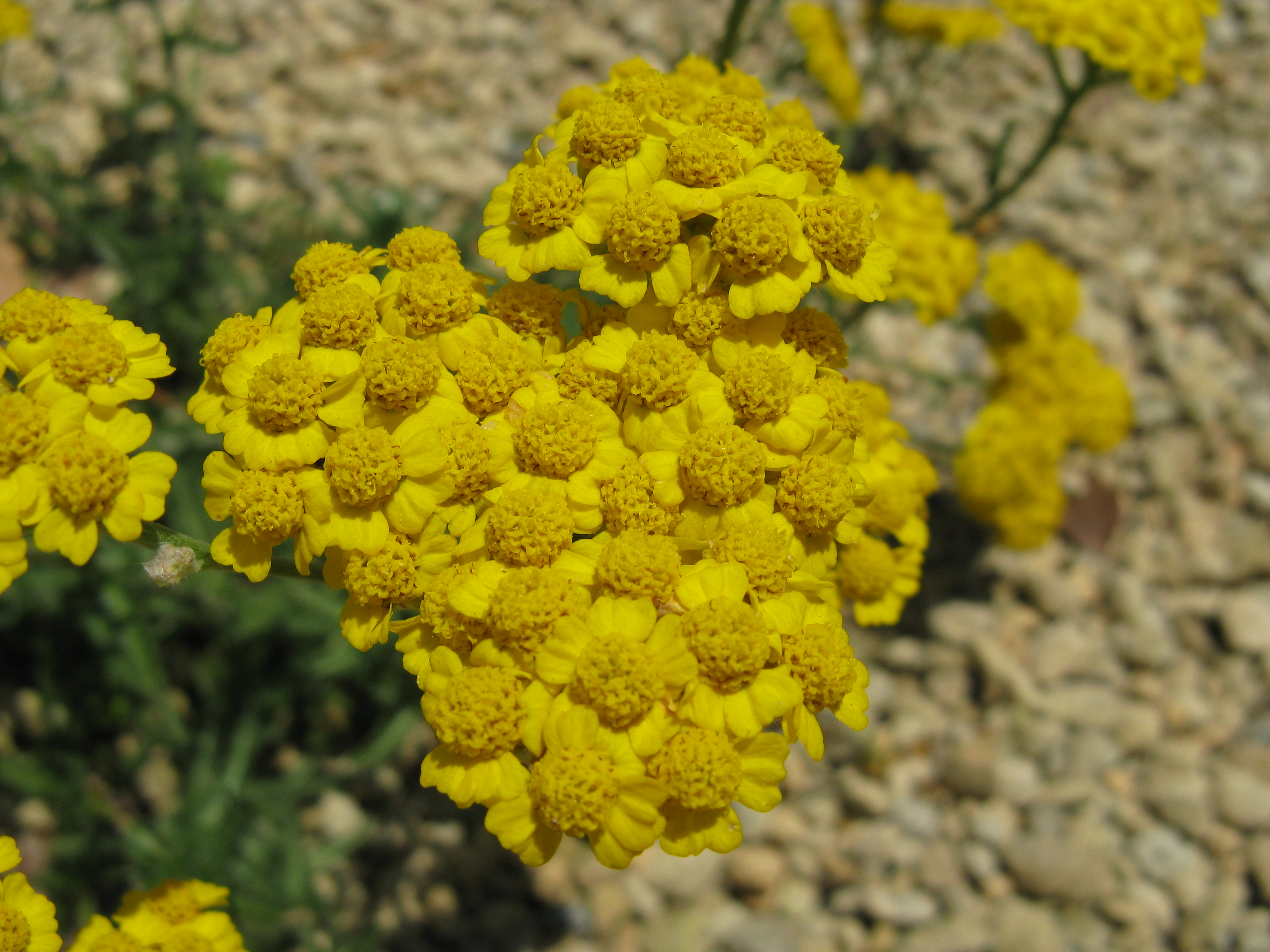
Detall de les flors

És una herba erecta de 10 a 30 cm d'alçada. Les seves fulles són tomentoses, blanquinoses i molt dividides. El seu període de floració es produeix entre juny i juliol. Les flors són grogues i formen petits capítols que s'agrupen als extrems de les tiges en corimbes densos. És semblant a Achillea millefolium però molt més pilosa, amb les fulles superiors menys dividides i les flors grogues i no blanques (o rarament rosades).

## Origen i hàbitat
És originària del Mediterrani occidental, concretament del País Valencià, on creix al territori serrànic, en erms i zones fresques i elevades de muntanya, entre els 1.000 i 1.4000 m d'altitud. És una espècie calcícola.

## Taxonomia
Achillea tomentosa va ser descrita per Linné i publicada en Species Plantarum 2: 897. 1753.

### Etimologia
- Achillea: nom genèric anomenat així en honor d'Aquil·les.[4] S'ha indicat també que el nom, més específicament, prové de la Guerra de Troia, quan Aquil·les va curar molts dels seus soldats i el mateix rei Tèlef, rei de Micenes, utilitzant el poder que l'Achillea millefolium té per a detenir les hemorràgies.[5]
- Tomentosa: epítet llatí que significa 'peluda'.[6]